# Суперкласико (Аржентина)
Вижте пояснителната страница за други значения на Суперкласико.
Суперкласико (на испански: El Superclásico, букв. „Супер дербито“) е терминът, който най-често се използва за дербито между големите футболни отбори в Буенос Айрес – „Бока Хуниорс“ и „Ривър Плейт“. Името идва от испанската дума clásico в смисъл на дерби, а представката „супер“ е свързана с популярността на двата отбора в Аржентина. Процентът на феновете им в страната надхвърля 70 %, което превръща срещите между тях в огромно събитие. Общо двата отбора са изиграли 258 мача помежду си. 91 мача са завършвали с победа на Бока, 84 пъти Ривър са печелили, а 83 мача са завършили наравно. В Примера дивисион (Аржентина) двата отбора са изиграли 213 мача. Бока имат 78 победи, Ривър имат 70 победи, 65 пъти се е стигало до равенство.
На национално равнище Ривър Плейт са печелили шампионата на Аржентина 37 пъти, а Бока Хуниорс – 35 пъти. Бока обаче са печелили националната купа 16 пъти, докато Ривър са го правили 14 пъти. Любопитен детайл е, че общо в тези два турнира двата тима имат  еднакъв брой титли – 51.
Суперкласико е определян като най-свирепото и най-интригуващото дерби в целия свят. Това е така заради страстта на запалянковците: на всеки мач двете агитки правят пищно шоу с фойерверки, конфети, хореография и песни. Повечето от рефрените на двете агитки са базирани на популярни аржентински мелодии и в тях се пее против противника или в подкрепа на собствения отбор. Често пъти феновете подскачат едновременно и създават невероятна атмосфера. В доста случаи мачовете са прекратявани заради сблъсъци на фенове с полицията или нахлуване на ултраси на терена по време на игра.
Британският вестник „Обзървър“ помества Суперкласико сред 50-те неща, които човек трябва да направи преди да умре.

## Произход
И двата отбора са създадени в бедния квартал на Буенос Айрес Ла Бока. Фактът, че са от един квартал създава проблеми и Ривър Плейт се мести в по-охолния квартал Нунес в северната част на града, на по-безопасно разстояние от Ла Бока – 7 километра.
Първият Суперкласико е игран през 1913 г. и е спечелен от Ривър Плейт с 2:1. Мачът се играе на стадиона на Бока Хуниорс – Естадио Алберто Х. Армандо, по-известен като Ла Бомбонера (букв. „Бонбониерата“).

## Статистика

### Един срещу друг
Национална Лига: 185 мача: 67 победи за Бока Хуниорс, 57 равенства и 61 победи за Ривър Плейт.
На аматьорско ниво: 12 мача: 3 победи за Бока Хуниорс, 4 равенства и 5 победи за Ривър Плейт.
Международни състезания: 24 мача: 10 победи за Бока Хуниорс, 8 равенства и 6 победи за Ривър Плейт.
Приятелски и други: 104 мача: 39 победи за Бока Хуниорс, 33 равенства и 32 победи за Ривър Плейт

ОБЩО: 325 мача, 119 победи за Бока Хуниорс, 102 равенства и 104 победи за Ривър Плейт

### Най-много участия
| Играч             | Мачове | Отбор                   |
| ----------------- | ------ | ----------------------- |
| Рейналдо Мерло    | 42     | Ривър Плейт             |
| Уго Гати          | 38     | играл и за двата отбора |
| Силвио Мардзолини | 37     | Бока Хуниорс            |
| Анхел Лабруна     | 35     | Ривър Плейт             |
| Роберто Музо      | 35     | Бока Хуниорс            |

### Топ реализатори
| Играч                | Голове | Отбор        |
| -------------------- | ------ | ------------ |
| Анхел Лабруна        | 16     | Ривър Плейт  |
| Оскар Мас            | 12     | Ривър Плейт  |
| Пауло Валентим       | 10     | Бока Хуниорс |
| Карлос Мануел Морете | 9      | Ривър Плейт  |
| Бернабе Ферейра      | 8      | Ривър Плейт  |
| Мартин Палермо       | 8      | Бока Хуниорс |
| Уго Алберто Куриони  | 7      | Бока Хуниорс |
| Освалдо Потенте      | 7      | Бока Хуниорс |
| Диего Латоре         | 6      | Бока Хуниорс |
| Алфредо Рохас        | 6      | Бока Хуниорс |
| Франсиско Варало     | 6      | Бока Хуниорс |
| Норберто Афонсо      | 6      | Ривър Плейт  |

### Най-големи победи
| Резултат         | Дата                |
| ---------------- | ------------------- |
| Бока 6 – 0 Ривър | 23 декември 1928 г. |
| Ривър 5 – 1 Бока | 19 октомври 1941 г. |
| Ривър 4 – 0 Бока | 19 юли 1942 г.      |
| Бока 4 – 0 Ривър | 17 август 1955 г.   |
| Бока 5 – 1 Ривър | 19 май 1959 г.      |
| Ривър 1 – 5 Бока | 7 март 1982 г.      |

### Най-резултатни мачове
| Резултат         | Дата                |
| ---------------- | ------------------- |
| Ривър 5 – 4 Бока | 15 октомври 1972 г. |
| Ривър 5 – 3 Бока | 24 ноември 1957 г.  |
| Бока 5 – 2 Ривър | 27 юни 1973 г.      |
| Бока 5 – 2 Ривър | 3 февруари 1974 г.  |
| Бока 2 – 5 Ривър | 2 март 1980 г.      |
| Бока 4 – 3 Ривър | 27 февруари 1991 г. |

### Най-великите моменти на Ривър Плейт
- 13 август 1913 г. – Ривър Плейт печели първото издание на Ел Суперкласико с 2:1.
- 19 октомври 1941 г. – Ривър Плейт печели с паметното 5:1.
- 19 юли 1942 г. – Ривър Плейт печели с друг паметен резултат – 4:0.
- 10 февруари 1966 г. – Ривър Плейт печели с 2:1 на собствения си стадион „Ел Монументал“ първият мач от Суперкласико на международно ниво.
- 15 октомври 1972 г. – Ривър печели с 5:4 срещу Бока в най-резултатния сблъсък между двата отбора.
- 23 март 1997 г. Ривър Плейт прави невероятен обрат. На почивката на двубоя Ривър губи с 0:3 на своя стадион и през второто полувреме успява да изравни на 3:3.
- 7 октомври 2007 г. Ривър Плейт побеждава Бока Хуниорс с 2:0 и с това на практика Ривър Плейт печели титрлата на Аржентина.

### Най-великите моменти на Бока Хуниорс
- На 19 май 1959 г. След 18 години Бока Хуниорс си отмъщава за разгромната си загуба с 1:5 от Ривър и си връща със същия резултат.
- 3 февруари 1974 г. Карлос Гарсия Камбон вкарва 4 гола при дебюта си за победата с 5:2 над Ривър Плейт, втората най-голяма победа на Бока.
- 14 юни 1996 г. Клаудио Каниджа реализира хеттрик при победата с 4:1.
- 24 май 2000 г. След като губи първия 1/4 Финал от Копа Либертадорес с 2:1, на реванша Бока печели с 3:0. Третият гол е дело на Мартин Палермо, който се завръща след като лекува 6 месеца конузия. Впоследствие Бока печели турнира.
- 17 юни 2004 г. след като Бока печели първия двубой от полуфиналите за Копа Либертадорес с 1:0, на реванша на „Ел Монументал“ при резултат 1:0 за Ривър Плейт Карлос Тевес вкарва 5 минути преди края за 1:1. В последната минута Ривър успява да поведе отново в резултата с 2:1 и се стига до дузпи (тогава в турнира не важи правилото за гол на чужд терен). При наказателните удари Бока Хуниорс печели с 5:4

## Отрицателни епизоди

### Трагедията „Портал 12“
На 23 юни 1968 г. Ривър и Бока изиграват мач на стадион „Монументал“ в рамките на турнира „Метрополитън“, който завършва 0:0 и не се запомня във футболен аспект. След края на мача обаче се случва най-тежката трагедия в историята на аржентинския футбол. При оттеглянето си от стадиона посещаващите зрители срещат смъртоносен капан в Портал 12. Никога не става известно точно дали портите са били затворени или полицията е потискала и не е пропускала, или и двата фактора са се комбинирали, но натискът на лавината от хора, които се опитват да се оттеглят от трибуните безмилостно обхваща стотици фенове и причинява смърт на 71 души. Те биват задушени и умират на място. Повечето от жертвите са били юноши и младежи. Средната възраст на загиналите е едва 19 години.
Съдебното разследване не доказва тезата, че трагедията е предизвикана от няколко фена на Бока Хуниорс, които хвърлят запалено парче хартия на долния ред, където са феновете на Ривър Плейт и настъпва паническо бягане на феновете. След 3-годишно разследване, за голямо съжаление на роднините на загиналите, правителството не може да намери виновник за трагедията. Събитието остава ненаказано.
След трагедията, входовете на стадион „Монументал“ и до днес се отбелязват с букви. В края на 1968 г. всичките 68 клуба членове на Аржентинската Футболна Асоциация събират 100 000 песос дарения за семействата на загиналите. Нещастието става най-мрачният момент в историята на футбола в Аржентина.

### Епизодът с пиперения газ
На 14 май 2015 г., четвъртък, на стадион „Бомбонера“ Бока и Ривър играят мач от втория етап от кръга за определяне на четвъртфиналист в турнира за „Копа Либертадорес“. Първото полувреме завършва без голове и след почивката като се завръщат за да играят второто полувреме, играчите на Ривър Плейт стават обект на агресия като са атакувани чрез предварително подготвена течност. Тя е хвърлена към футболистите през електрическата мрежа, която разделя популярната трибуна на стадиона от полето на игра, както и в тунела, който съединява съблекалните с терена. Този препарат е домашно приготвена смес, която включва лют пипер, лют червен пипер (съдържащ активна съставка, наречена капсаицин, която причинява изгаряне и болка) и киселина, в която да ферментират. Леонардо Понцио, Матиас Кранвейтер, Леонел Вангиони и Рамиро Фунес Мори са играчите, които са най-засегнати от това съединение, с причинени наранявания на очите и кожата. След почти 75 минути чакане директорите на Южноамериканската футболна конфедерация решават да спрат играта. Накрая Южноамериканската футболна конфедерация КОНМЕБОЛ класира за четвъртфинала отбора на Ривър Плейт, (завършвайки мача при 0:0) и решава да наложи наказание на Бока Хуниорс да играе при затворени врати на стадиона следващите си 4 мача от следващия турнир на КОНМЕБОЛ, в който той участва; следващите 4 мача от следващия турнир на КОНМЕБОЛ, в който участва, да играе с посетители без да може да продава билети на своите фенове, и глоба от 200 000 щатски долара. Тази санкция е определена като „лека“ по някакъв начин, тъй като преди резолюцията се говори за по-строго и „примерно“ вероятно решение. Бока обжалва, но резолюцията е потвърдена.

### Финал за Купата Либертадорес 2018
На 24 ноември 2018 г., събота, преди втория финал на 50-о издание на Копа Либертадорес, в непосредствена близост до стадион „Монументал“ футболисти на отбора Бока Хуниорс са ранени от привърженици на „милионерния“ клуб. Това се случва, след като се счупват 4 от прозорците на автобуса, с който пътува отборът на „Бокенсес“. След пристигането на Бока на стадиона неговият капитан Пабло Перес е отведен в болницата в Отаменди, за да бъде лекуван от стъклата, влезли в очите му, и му поставят очила. Откарани са в болница и други футболистите на гостуващия тим със сериозни наранявания.
Заради тези проблеми КОНМЕБОЛ да отлага мача, който е бил насрочен за 17,00 часа на 24 ноември. Първоначално конфедерацията отлага срещата за 18,00 ч., след това за 19,15 часа, след което я насрочва за неделя, 25 ноември в 17,00 часа.
В неделя, след 13,30 часа вратите са отворени, за да позволят на поддръжниците на Ривър Плейт да влязат на стадиона, но малко по-късно КОНМЕБОЛ решава да отложи срещата за дата и час, които да бъдат определени в отговор на контестация, направена от Даниел Ангеличи, президент на Бока Хуниорс. Финалът все още е под съмнение, тъй като Бока Хуниорс изисква от КОНМЕБОЛ адекватно решение на това, което взе през май 2015 г. за подобно деяние, извършено от фенове на Бока с футболисти на Ривър Плейт (епизодът с пиперения газ) и твърди, че е справедливо сега на свой ред да бъде дисквалифициран и отстранен от турнира Ривър Плейт. От друга страна, КОНМЕБОЛ дава като възможни дати за изиграване на срещата на 8 или 9 декември и не желае да се проведе в град Буенос Айрес, защото според президента на КОНМЕБОЛ Алехандро Домингес „няма подходящи условия за провеждането му в Аржентина“. Желание да приемат на свой терен организирането и провеждането на втория финален мач са заявили градовете Асунсион (Парагвай), Маями (САЩ) и Доха (Катар), където да бъде допусната местна и посещаваща публика. В крайна сметка домакин на финала е стадион Сантиаго Бернабеу в столицата на Испания - Мадрид. Ривър Плейт надделява над Бока с победа 4:2 дошла след продължения.